# Maria Dunn
Maria McQueen Dunn (ur. 6 marca 1986) – guamska zapaśniczka walcząca w stylu wolnym. Dwukrotna olimpijka. Zajęła siedemnaste miejsce w Pekinie 2008 i osiemnaste w Londynie 2012 w kategorii 63 kg.
Zajęła 28 miejsce na mistrzostwach świata w 2006. Złota medalistka igrzysk mikronezyjskich w 2010. Zdobyła sześć medali na mistrzostwach Oceanii w latach 2002 - 2012.